# Kölschhausen
Kölschhausen ist ein Ortsteil der Gemeinde Ehringshausen im mittelhessischen Lahn-Dill-Kreis.

## Geografie
Der Ort liegt am Rande des Gladenbacher Berglands, östlich der 354 m hohen Koppe mit dem gleichnamigen Naturschutzgebiet. Am östlichen Ortsrand fließt die Lemp. Der Kernort Ehringshausen befindet sich etwa 4 Kilometer südlich von Kölschhausen.

## Geschichte

### Ortsgeschichte
Die Ortschaft wird erstmals im August 1253 in einer Schenkungsurkunde des Klosters Altenberg als Culshusen erwähnt. Kölschhausen war sowohl als Filiale des Kirchspiels als auch als Dorf im Gerichtsbezirk des Centgerichts dem nahegelegenen Dillheim zugeordnet. Gleichzeitig befand sich im Ort ein Vogtgericht. Nachdem die Reformation im Jahr 1566 das Dorf erreicht hatte, bildete Kölschhausen ein eigenes Kirchspiel mit fünf Filialkirchen.
Kölschhausen gehörte zum Amt Greifenstein, das Teil der Grafschaft Solms-Braunfels war. Zu Beginn des 19. Jahrhunderts wurde das Untere Dilltal preußisch und der Bürgermeisterei in Aßlar zugeordnet. Am 1. April 1884 wurde im Ort eine Posthilfstelle für die Beförderung von Ehringshausen nach Altenkirchen eingerichtet.
Hessische Gebietsreform (1970–1977)
Im Zuge der Gebietsreform in Hessen wurden zum 1. Januar 1977 die Gemeinden Ehringshausen, Breitenbach, Daubhausen,  Katzenfurt, Kölschhausen und Niederlemp kraft Landesgesetz zur neuen Großgemeinde Ehringshausen zusammengeschlossen.  Für Kölschhausen wurde wie für alle nach Ehringshausen eingegliederten Gemeinden ein Ortsbezirk eingerichtet. Sitz der Gemeindeverwaltung blieb Ehringshausen.

### Verwaltungsgeschichte im Überblick
Die folgende Liste zeigt die Staaten und Verwaltungseinheiten, denen Kölschhausen angehört(e):
- vor 1806: Heiliges Römisches Reich, Fürstentum Solms-Braunfels, Anteil der Grafschaft Solms, Amt Greifenstein
- ab 1806: Herzogtum Nassau,[Anm. 2] Amt Greifenstein[Anm. 3]
- ab 1816: Königreich Preußen,[Anm. 4] Provinz Großherzogtum Niederrhein, Regierungsbezirk Koblenz, Kreis Braunfels[7]
- ab 1822: Königreich Preußen, Rheinprovinz, Regierungsbezirk Koblenz, Kreis Wetzlar[Anm. 5]
- ab 1866: Norddeutscher Bund,[Anm. 6] Königreich Preußen, Rheinprovinz, Regierungsbezirk Koblenz, Kreis Wetzlar
- ab 1871: Deutsches Reich, Königreich Preußen, Rheinprovinz, Regierungsbezirk Koblenz, Kreis Wetzlar
- ab 1918: Deutsches Reich (Weimarer Republik), Freistaat Preußen, Rheinprovinz, Regierungsbezirk Koblenz, Kreis Wetzlar
- ab 1932: Deutsches Reich, Freistaat Preußen, Provinz Hessen-Nassau, Regierungsbezirk Wiesbaden, Kreis Wetzlar
- ab 1944: Deutsches Reich, Freistaat Preußen, Provinz Nassau, Kreis Wetzlar
- ab 1945: Amerikanische Besatzungszone,[Anm. 7] Groß-Hessen, Regierungsbezirk Wiesbaden, Kreis Wetzlar
- ab 1949: Bundesrepublik Deutschland, Land Hessen, Regierungsbezirk Wiesbaden, Kreis Wetzlar
- ab 1968: Bundesrepublik Deutschland, Land Hessen, Regierungsbezirk Darmstadt, Kreis Wetzlar
- ab 1977: Bundesrepublik Deutschland, Land Hessen, Regierungsbezirk Darmstadt, Lahn-Dill-Kreis, Gemeinde Ehringshausen[Anm. 8]
- ab 1981: Bundesrepublik Deutschland, Land Hessen, Regierungsbezirk Gießen, Lahn-Dill-Kreis, Gemeinde Ehringshausen

## Bevölkerung

### Einwohnerstruktur 2011
Nach den Erhebungen des Zensus 2011 lebten am Stichtag, dem 9. Mai 2011, in Kölschhausen 729 Einwohner. Darunter waren 18 (2,5 %) Ausländer.
Nach dem Lebensalter waren 99 Einwohner unter 18 Jahren, 309 zwischen 18 und 49, 168 zwischen 50 und 64 und 153 Einwohner waren älter.
Die Einwohner lebten in 312 Haushalten. Davon waren 78 Singlehaushalte, 93 Paare ohne Kinder und 99 Paare mit Kindern, sowie 33 Alleinerziehende und 6 Wohngemeinschaften. In 60 Haushalten lebten ausschließlich Senioren und in 198 Haushaltungen lebten keine Senioren.

### Einwohnerentwicklung
| Kölschhausen: Einwohnerzahlen von 1834 bis 2017 | Kölschhausen: Einwohnerzahlen von 1834 bis 2017 | Kölschhausen: Einwohnerzahlen von 1834 bis 2017 | Kölschhausen: Einwohnerzahlen von 1834 bis 2017 | Kölschhausen: Einwohnerzahlen von 1834 bis 2017 |
| --- | ----------------------------------------------- | ----------------------------------------------- | ----------------------------------------------- | ----------------------------------------------- |
| Jahr |                                                 |                                                 |                                                 | Einwohner                                       |
| 1834 | 1834                                            |                                                 | 329                                             | 329                                             |
| 1840 | 1840                                            |                                                 | 350                                             | 350                                             |
| 1846 | 1846                                            |                                                 | 422                                             | 422                                             |
| 1852 | 1852                                            |                                                 | 411                                             | 411                                             |
| 1858 | 1858                                            |                                                 | 380                                             | 380                                             |
| 1864 | 1864                                            |                                                 | 373                                             | 373                                             |
| 1871 | 1871                                            |                                                 | 396                                             | 396                                             |
| 1875 | 1875                                            |                                                 | 407                                             | 407                                             |
| 1885 | 1885                                            |                                                 | 443                                             | 443                                             |
| 1895 | 1895                                            |                                                 | 418                                             | 418                                             |
| 1905 | 1905                                            |                                                 | 446                                             | 446                                             |
| 1910 | 1910                                            |                                                 | 471                                             | 471                                             |
| 1925 | 1925                                            |                                                 | 525                                             | 525                                             |
| 1939 | 1939                                            |                                                 | 528                                             | 528                                             |
| 1946 | 1946                                            |                                                 | 653                                             | 653                                             |
| 1950 | 1950                                            |                                                 | 694                                             | 694                                             |
| 1956 | 1956                                            |                                                 | 680                                             | 680                                             |
| 1961 | 1961                                            |                                                 | 669                                             | 669                                             |
| 1967 | 1967                                            |                                                 | 655                                             | 655                                             |
| 1970 | 1970                                            |                                                 | 680                                             | 680                                             |
| 1980 | 1980                                            |                                                 | ?                                               | ?                                               |
| 1990 | 1990                                            |                                                 | ?                                               | ?                                               |
| 2000 | 2000                                            |                                                 | ?                                               | ?                                               |
| 2011 | 2011                                            |                                                 | 729                                             | 729                                             |
| 2014 | 2014                                            |                                                 | 775                                             | 775                                             |
| 2017 | 2017                                            |                                                 | 759                                             | 759                                             |
| Datenquelle: Historisches Gemeindeverzeichnis für Hessen: Die Bevölkerung der Gemeinden 1834 bis 1967. Wiesbaden: Hessisches Statistisches Landesamt, 1968. Weitere Quellen: LAGIS; Zensus 2011; Gemeinde Ehringshausen |                                                 |                                                 |                                                 |                                                 |

### Historische Religionszugehörigkeit
| • 1885: | 318 evangelische, ein katholischer, 10 jüdische Einwohner          |
| • 1961: | 588 evangelische (= 87,89 %), 77 katholische (= 11,51 %) Einwohner |

## Politik
Für Kölschhausen besteht ein Ortsbezirk (Gebiete der ehemaligen Gemeinde Dreisbach) mit Ortsbeirat und Ortsvorsteher nach der Hessischen Gemeindeordnung.
Der Ortsbeirat besteht aus fünf Mitgliedern. Bei den Kommunalwahlen in Hessen 2021 betrug die Wahlbeteiligung zum Ortsbeirat 52,80 %. Dabei wurden gewählt: ein Mitglied der SPD und je zwei Mitglieder der CDU und der „Freien Wählergemeinschaft Ehringshausen“ (FWG). Der Ortsbeirat wählte Norman Ryzek (FWG) zum Ortsvorsteher.

## Wirtschaft und Infrastruktur

### Öffentliche Einrichtungen
Kölschhausen besitzt einen Kindergarten, eine Freiwillige Feuerwehr und ein Ortsgericht.

### Verkehr
Südlich von Kölschhausen befindet sich die Anschlussstelle Ehringshausen der Bundesautobahn 45. Die L 3052 führt von Leun kommend nach Hohenahr. Im Ort zweigt die K 388 nach Breitenbach und Bechlingen ab.

## Kultur und Sehenswürdigkeiten

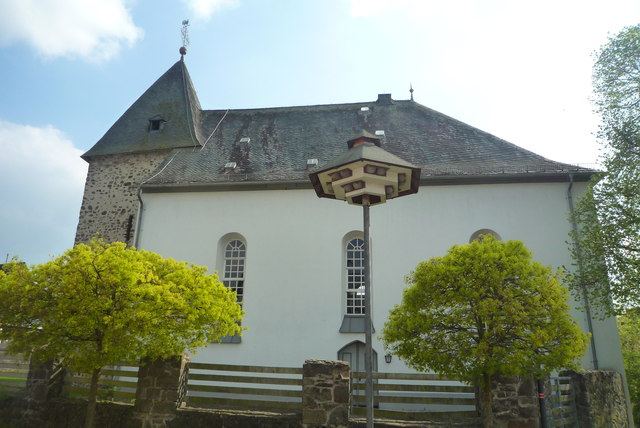
Evangelische Pfarrkirche

### Kulturdenkmäler
siehe Liste der Kulturdenkmäler in Kölschhausen

### Freizeit
Seit 1997 besteht ein „Natur- und Heimatkundlicher“ Rundwanderweg in Kölschhausen mit einer Gesamtlänge von etwa sieben Kilometern.